# Lockman Hole
Das Lockman Hole (englisch für „Lockman-Loch“) ist ein Himmelsbereich im Sternbild Großer Bär.  Da in diese Beobachtungsrichtung innerhalb unserer eigenen Galaxie so gut wie keine H-I-Regionen liegen, sind besonders wenig gestörte Beobachtungen ferner Objekte möglich. Dementsprechend handelt es sich um eine der am genauesten durchmusterten Himmelsregionen. Aus Beobachtungen solcher klar definierten Himmelsregionen – dem Lockman Hole, aber beispielsweise auch dem Hubble Deep Field – in möglichst vielen verschiedenen Bereichen des Spektrums lassen sich Rückschlüsse auf die relativen und absoluten Häufigkeiten der verschiedenen Typen astronomischer Objekte auf galaktischen Entfernungsskalen ziehen.

## Radio- und Infrarotbeobachtungen
Im Radiobereich enthält das Lockman Hole rund 150 starke Quellen.  Einige davon sind auch Quellen starker Röntgenstrahlung, und die meisten der sowohl im Radio- wie im Röntgenbereich nachweisbaren Objekte sind auch im Bereich sichtbaren Lichts nachweisbar.  Bei der Mehrzahl davon (rund 60 Prozent) handelt es sich offenbar um Quasare, beim Rest überwiegend um normale Galaxien. Infrarotbeobachtungen mit dem Satellitenteleskop ISO weisen auf die Existenz vieler Galaxien in einer Phase aktiver Sternentstehung hin.

## Röntgenbeobachtungen
Im Röntgenbereich war das Lockman Hole bereits in den 1990er Jahren Zielgebiet einer Durchmusterung mit Hilfe des Satellitenteleskops ROSAT. Nachgewiesen wurden fast 1200 unterscheidbare Quellen. In nachfolgenden Röntgenbeobachtungen mit dem Satellitenteleskop XMM-Newton wurden diese und weitere Objekte genauer untersucht; so entstanden beispielsweise Datenreihen, die zeigen, wie sich die Röntgenhelligkeiten verschiedener Aktiver galaktischer Kerne auf Zeitskalen von Monaten bis Jahren verändern.
Die Auswertung von Beobachtungen im Lockman Hole mit dem Chandra-Röntgensatelliten gab Aufschlüsse über die verschiedenen Arten supermassereicher Schwarzer Löcher, der Energiequelle aktiver Galaxien, und legt eine Assoziation zwischen dem Einfall von Material in das zentrale Schwarze Loch einer Galaxie und Phasen der Sternentstehung nahe.